# Дербентский маяк
Дербентский маяк — самый южный маяк России, расположенный в дагестанском городе Дербент.
Маяк включён в список охраняемых памятников России и входит в исторический список ЮНЕСКО.

## История
Дербент как морской порт известен с очень древних времен, однако у древних авторов не встречаются никакие упоминания о существовании в Дербенте такого важного атрибута порта, как маяк.
Впервые российские корабли появились в районе крепости Дербент в 60-х годах XVI века, когда русские войска совершили ряд походов на западное побережье Каспия.
Стремясь укрепить влияние России на Каспийском море, установить балтийско-каспийский водный путь для расширения торговых связей между Европой и Востоком, Пётр I организовал в 1722—1723 годах Персидский поход Российского флота, в результате которого Дербент и Баку с прилегавшими к ним землями были присоединены к России (русско-персидский договор от 12 сентября 1723 г.)
После Русско-персидской войны 1826—1828 годов Россия получила исключительное право иметь военный флот на Каспийском море, а русские и персидские торговые суда беспрепятственно плавать во всех направлениях.
Только в середине XVIII века, с развитием морских грузовых перевозок, открытием регулярных рейсов почтово-пассажирских пароходов на Каспии с заходом в Дербентский порт, появилась необходимость сооружения в Дербенте маяка.
Порт стал быстро развиваться. Желая ещё более активизировать торговлю с Персией, наместник на Кавказе генерал-фельдмаршал князь М. С. Воронцов распорядился в 1850 году принять меры по обеспечению безопасности плавания судов вдоль западного побережья Каспийского моря и, в частности, построить маяк в порту Дербент. Работы по строительству маяка были начаты в 1851 году.
В 1853 году строительство маяка по проекту капитана Савиничева было завершено. 16 января 1853 года маяк был сдан в ведение помощника надзирателя карантинно-таможенного поста. Маяк стал зажигаться с 1 мая 1853 года от вечерней до утренней зари.

## Расположение
Маяк расположен в центре города, на крепостной стене между парками им. Кирова и Низами.